# おしえて神様
「おしえて神様」(おしえてかみさま)は、平松愛理の17枚目のシングル。

## 解説
「おしえて神様」は、武田食品「ビタミンサラダ」のコマーシャルソングである「君らしく」に続いての起用。

## 収録曲
（全作詞・作曲：平松愛理、編曲：清水信之）
1. おしえて神様
2. 私の彼は午前様
3. おしえて神様（オリジナル・カラオケ）
4. 私の彼は午前様（オリジナル・カラオケ）